# Louis-François Cartier
Pour les articles homonymes, voir Cartier.
Louis-François Cartier (1819-1904) est un célèbre joailler français, fondateur de Cartier en 1847. Père d'Alfred Cartier (1841-1925) et grand-père de Louis Joseph Cartier (1875-1942), Pierre Camille Cartier (1878-1964) et Jacques-Théodule Cartier (1884–1942).

## Biographie
Louis-François Cartier naît à Paris le 31 mai 1819. Il épouse Antoinette Guermonprez en 1840 à Paris. En 1847, âgé de vingt-huit ans, il achète l’atelier de joaillerie de son maître d’apprentissage Adolphe Picard, au 29 rue Montorgueil dans le 2e arrondissement de Paris, où il avait œuvré pendant plus de dix ans en tant qu'ouvrier joaillier. Il fonde la maison Cartier. Son talent pour réaliser les désirs les plus extravagants de ses clients le rend vite célèbre.
En 1853, Louis François déménage son atelier boutique Place du Palais-Royal dans le 1er arrondissement de Paris, le quartier le plus en vogue des boutiques d’objets de luxe de Paris d'alors.
1859 : Louis-François prospère sous le Second Empire de Napoléon III et ouvre une nouvelle boutique au 9 boulevard des Italiens du 2e arrondissement de Paris. Il est remarqué par la princesse Mathilde (cousine de l'empereur) et par l’Impératrice Eugénie qui lui font bénéficier de la protection de la famille impériale et marque le début de son succès international.
En 1874, il s'associe avec son fils Alfred Cartier qui enrichit la gamme de montres Cartier puis reprend la direction de la maison. Leurs talents attirent les plus grandes fortunes aristocratiques et cosmopolites de l'époque. 
En 1899, Alfred ouvre une nouvelle bijouterie où il s'installe 13 rue de la Paix du 2e arrondissement de Paris, proche de la place Vendôme, une des rues les plus chères de Paris. Il confiera la direction de la Maison Cartier à ses trois fils, Louis, Pierre et Jacques Cartier qui développent la marque partout dans le monde avec succès. Louis succède à son père et à son grand-père à Paris, Jacques s'établit au 4 New Burlington Street à Londres en 1902 puis au 175-176 New Bond Street en 1909, et Pierre au 712 de la cinquième Avenue de New York. Louis Cartier épouse le 30 mars 1898 Andrée-Caroline Worth, héritière du plus important atelier de mode parisien de son père Charles Frederick Worth. Leur sœur Suzanne Cartier épouse Jacques Worth membre de la famille du fameux couturier Charles Frederick Worth.
Cartier devient la plus prestigieuse joaillerie du monde : le Prince de Galles (futur Édouard VII du Royaume-Uni) commande vingt-sept diadèmes à Jacques Cartier de Londres pour son couronnement en 1902 et proclame Cartier « Joaillier des rois et roi des joailliers ». Jacques Cartier est nommé joaillier attitré de la cour d'Angleterre. Toutes les cours royales du monde sont séduites par la marque. Pierre et Jacques parcourent le monde pour trouver des sources d'inspiration et rapporter les plus belles pierres précieuses de la planète.
En 1904, Louis Cartier invente la montre bracelet « Santos » pour son ami l'aviateur Alberto Santos-Dumont qui désire pouvoir lire l'heure sans lâcher les commandes de son avion. Louis-François Cartier disparait à l’âge de 85 ans. Il est inhumé dans son caveau familial du cimetière des Gonards de Versailles avec ses successeurs.
La Maison Cartier est à ce jour une référence en matière d'horlogerie joaillerie de luxe, premier producteur mondial de joaillerie.